# ヴィッラグランデ・ストリザーイリ
ヴィッラグランデ・ストリザーイリ（イタリア語: Villagrande Strisaili）は、イタリア共和国サルデーニャ自治州ヌーオロ県にある、人口約3,100人の基礎自治体（コムーネ）。

## 地理

### 位置・広がり

#### 隣接コムーネ
隣接するコムーネは以下の通り。
- アルツァナ
- デーズロ
- フォンニ
- ジラソーレ
- ロッツォラーイ
- オルゴーゾロ
- タラーナ
- トルトリ